# Haapsalu
Haapsalu (tiếng Đức và tiếng Thụy Điển: Hapsal; tiếng Phần Lan: Haapasalo) là một thành phố nghỉ dưỡng ven biển ở bờ biển tây của Estonia. Đây là thủ phủ của Hạt Lääne, thành phố có dân số 11.618 người (ngày 1 tháng 1 năm 2010).
Haapsalu là một địa điểm du lịch được khách thập phương biết đến từ nhiều thế kỷ bởi vùng nước biển ấm, dịch vụ tắm bùn có khả năng cải thiện sức khỏe và khí hậu hiền hòa. Hiện nay trong thành phố còn nhiều dãy đường phố hẹp dẫn ra biển với nhà dân được xây bằng gỗ tồn tại từ đầu thế kỷ 20. Là một danh thắng nổi tiếng, Haapsalu được ví như là "Venezia của biển Baltic" dù danh xưng này bị chỉ trích là phóng đại. Cái tên "Haapsalu" trong tiếng Estonia là "rừng dương lá rụng" (haab: cây dương lá rụng, salu: lùm cây, khu rừng nhỏ).

## Lịch sử

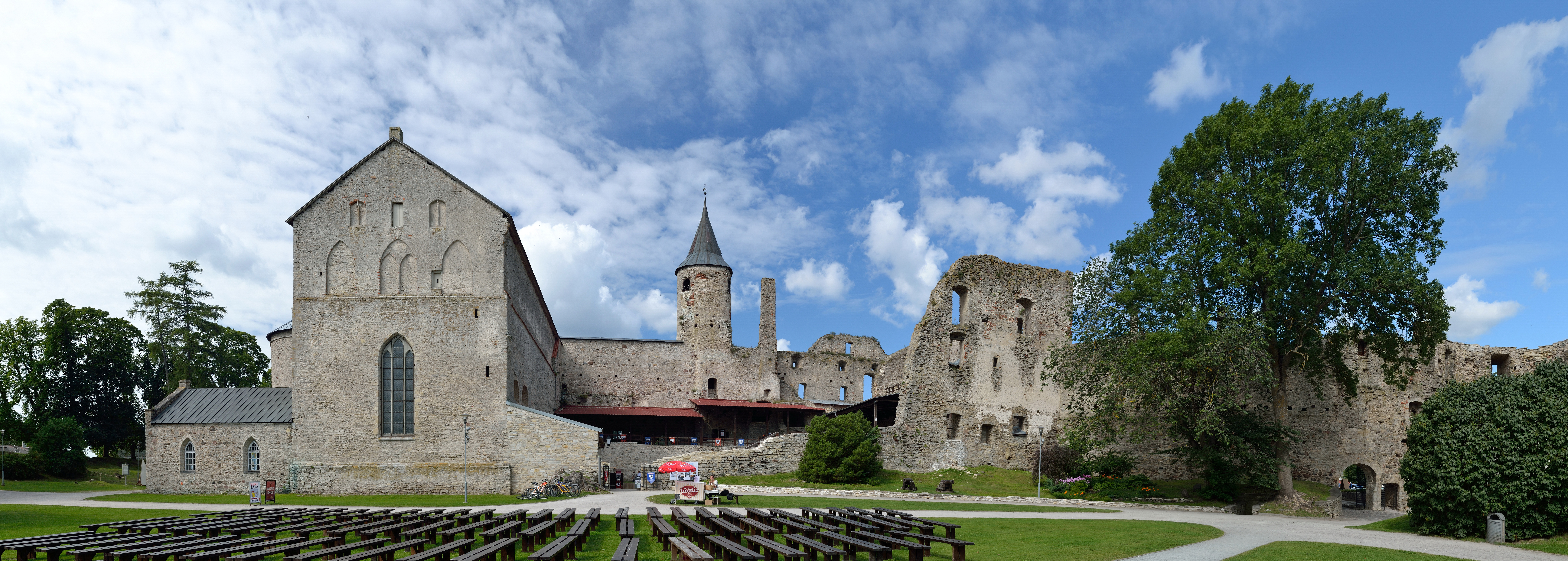
Lâu đài Haapsalu

Sau khi Vana-Pärnu bị tàn phá trong năm 1263, Giám mục Hermann I của giáo phận Ösel–Wiek quyết định chuyển dời tổng hành dinh của giáp phận lên một vị trí an toàn hơn ở phía Bắc. Và từ đó thành phố Haapsalu bắt đầu được phôi thai. Năm 1279 Haapsalu được cấp quy chế thành phố và trở thành trung tâm hành chính của giáo phận Ösel–Wiek. Một số công trình cổ thời đó vẫn còn tồn tại cho đến ngày nay, trong đó có lâu đài Haapsalu và tòa thánh đường lớn nhất khu vực Baltic chứa bên trong nó. Sau khi giáo phận Ösel–Wiek chấm dứt tồn tại vào thế kỷ thứ 17, Haapsalu trở thành một phần lãnh thổ của Vương quốc Litva, tiếp đó là của Thụy Điển và cuối cùng sau cuộc Chiến tranh Phương Bắc nó thuộc chủ quyền của Đế quốc Nga cho đến đầu thế kỷ 20. Hiện nay nó là một phần lãnh thổ của Estonia. Thành phố từng là một trung tâm dân cư của người Thụy Điển từ thế kỷ thứ 13 cho đến khi toàn bộ dân Thụy di tản khỏi khu vực vào năm 1944.
Bùn thuộc vùng biển của thành phố được cho là có công năng cải thiện sức khỏe, và điều này đã được bác sĩ quân y Karl Abraham Hunnius khai thác khi ông mở dịch vụ tắm bùn đầu tiên vào năm 1825. Tiếng lành đồn xa, đầu tiên là lan tới giới quý tộc Nga tại kinh đô Sankt Peterburg và sau đó là ra khắp thể giới. Từ đó Haapsalu trở thành một địa điểm du lịch, nghỉ dưỡng và chăm sóc sức khỏe nổi tiếng. Hiện nay trong thành phố có 3 trung tâm chăm sóc sức khỏe bằng bùn lầy. Đồng thời, loại khăn choàng Haapsalu do phụ nữ địa phương sản xuất cũng trở nên nổi tiếng từ thế kỷ 19, khi các khách du lịch mua loại khăn này làm quà lưu niệm cho gia đình, người thân, góp phần truyền bá "thương hiệu" của nó ra thế giới. Thành phố Haapsalu cũng là nơi tổ chức Liên hoan nhạc Blues Tháng Tám vào tháng 8 hàng năm.
Trong thời kỳ Chiến tranh Lạnh, Sân bay Haapsalu ở phía Tây Nam thành phố là nơi đóng quân của một trung đoàn máy bay tiêm kích đánh chặn của Không quân Xô Viết.

## Dân số
| 1881  | 1897  | 1922  | 1934  | 1959  | 1970   | 1979   | 1989   | 2000   | 2009   | 2010   | 2011   |
| ----- | ----- | ----- | ----- | ----- | ------ | ------ | ------ | ------ | ------ | ------ | ------ |
| 2.884 | 3.212 | 4.251 | 4.649 | 8.567 | 11.483 | 13.035 | 15.176 | 12.394 | 11.672 | 11.298 | 11.295 |

Thống kê ngày 1 tháng 1 năm 2011 cho thấy Haapsalu có 11.295 cư dân trong đó có 5.013 nữ và 6.282 nam.

### Thành phần dân tộc
| Dân tộc   | 1970   | 1970  | 1979   | 1979  | 1989   | 1989  | 2000   | 2000  |
| Dân tộc   | Số dân | %     | Số dân | %     | Số dân | %     | Số dân | %     |
| --------- | ------ | ----- | ------ | ----- | ------ | ----- | ------ | ----- |
| Tổng cộng | 11483  | 100   | 13035  | 100   | 14617  | 100   | 12054  | 100   |
| Estonia   | 8417   | 73,30 | 9058   | 69,49 | 9704   | 66,39 | 9587   | 79,53 |
| Nga       | 2220   | 19,33 | 2987   | 22,92 | 3726   | 25,49 | 1841   | 15,28 |
| Ukraina   | 296    | 2,58  | 441    | 3,38  | 547    | 3,74  | 287    | 2,38  |
| Belarus   | 99     | 0,86  | 186    | 1,43  | 233    | 1,59  | 97     | 0,80  |
| Phần Lan  | 62     | 0,54  | 81     | 0,62  | 77     | 0,53  | 64     | 0,53  |
| Khác      | 389    | 3,39  | 282    | 2,16  | 330    | 2,26  | 144    | 1,19  |

## Thành phố kết nghĩa
Haapsalu là thành phố kết nghĩa với các thành phố, thị xã, thị trấn sau:
| - Borovichi, tỉnh Novgorod, Nga - Bethlehem, Palestine (2010) - Eskilstuna, Thụy Điển (2005) - Fundão, Bồ Đào Nha (2004) | - Greve in Chianti, Ý (2004) - Haninge, Thụy Điển (1998) - Hanko, Phần Lan (1992) | - Loviisa, Phần Lan (2000) - Rendsburg, Đức (1989) - Uman, Ukraina (2003) |

## Hình ảnh

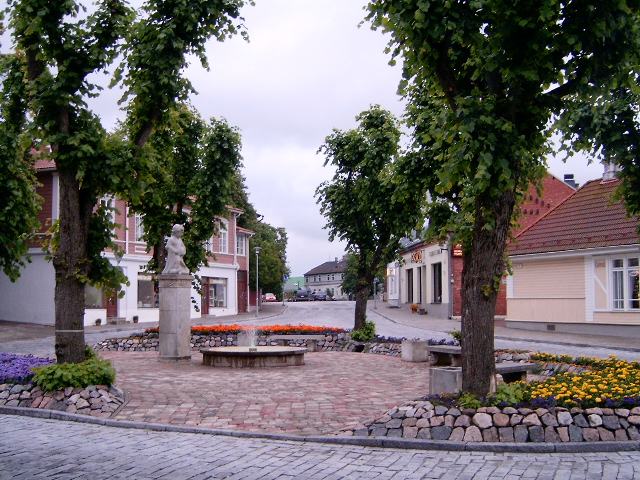
Phong cảnh đường phố Haapsalu
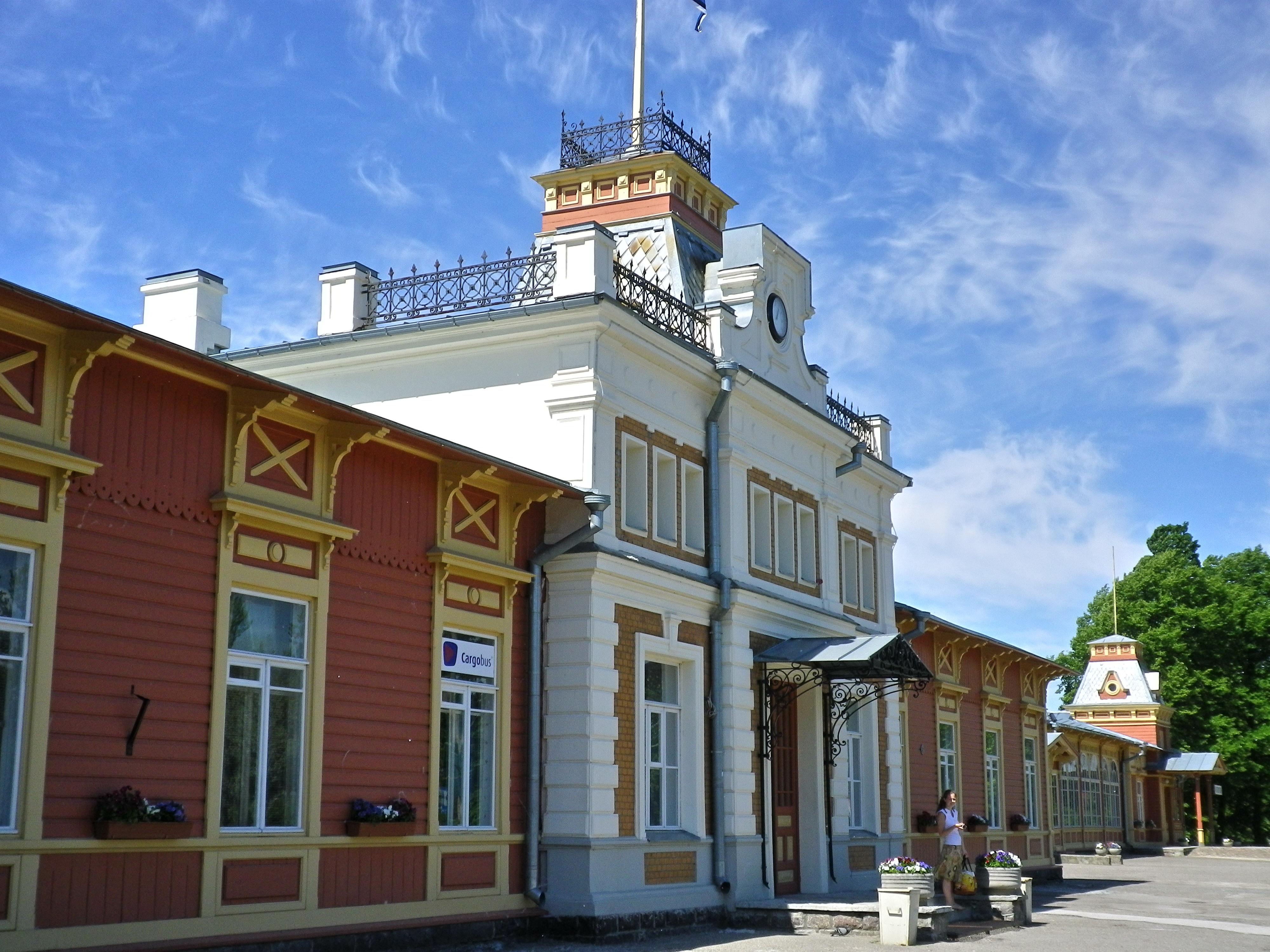
Ga đường sắt Haapsalu (nay không còn được sử dụng). Nổi tiếng vì chiều dài rất lớn của nó.
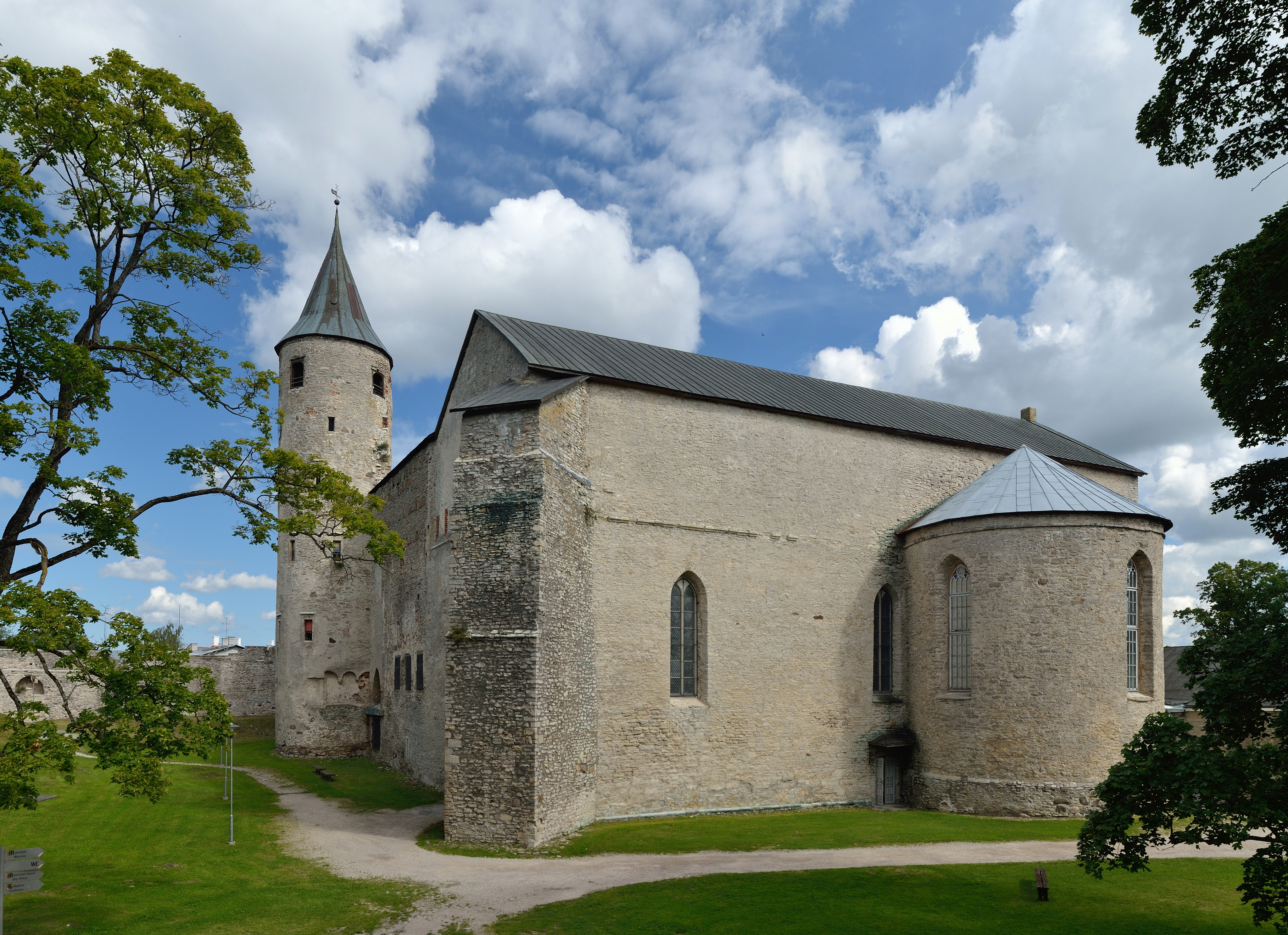
Nhà thờ bên trong lâu đài Haapsalu
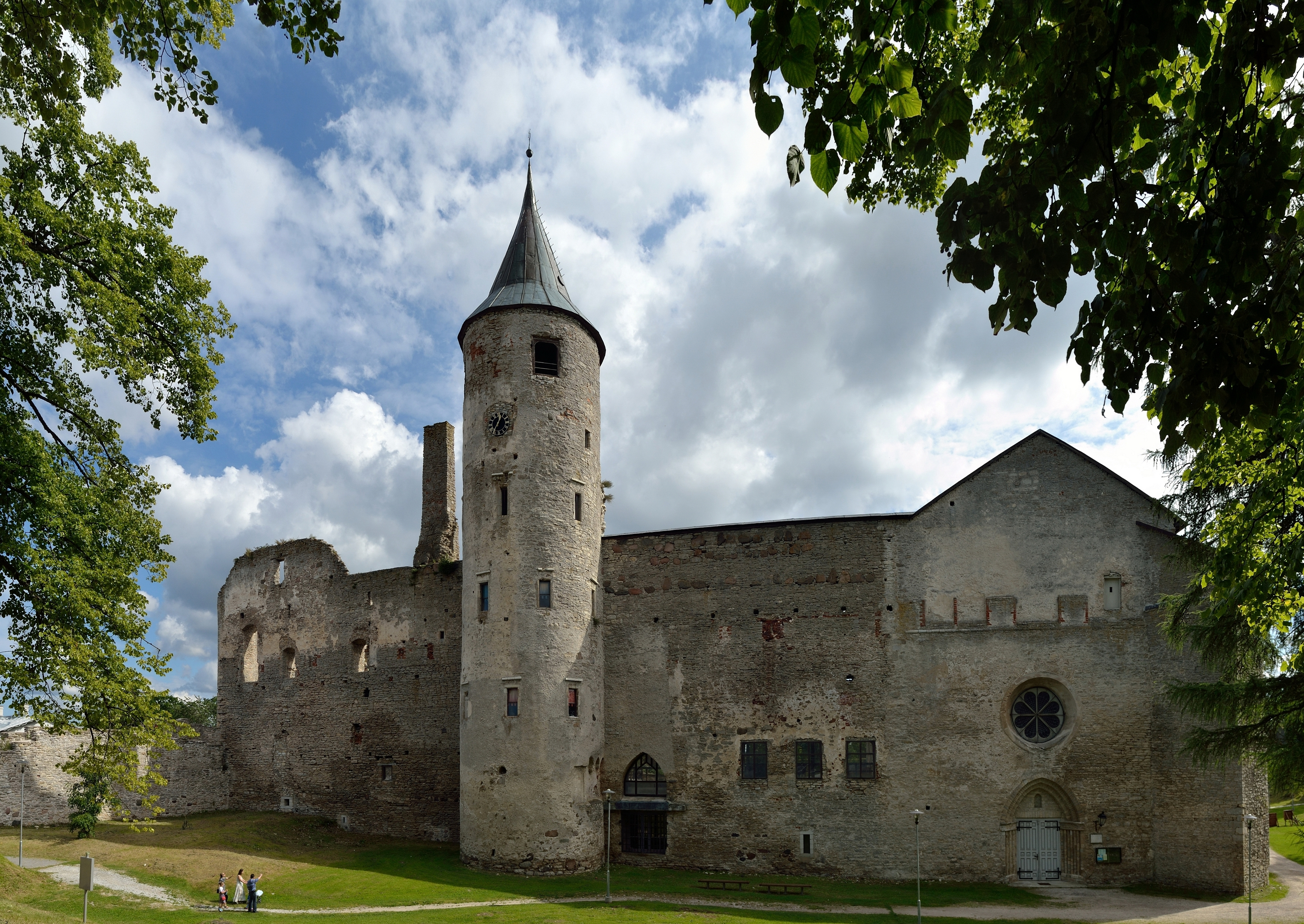
Lâu đài Haapsalu
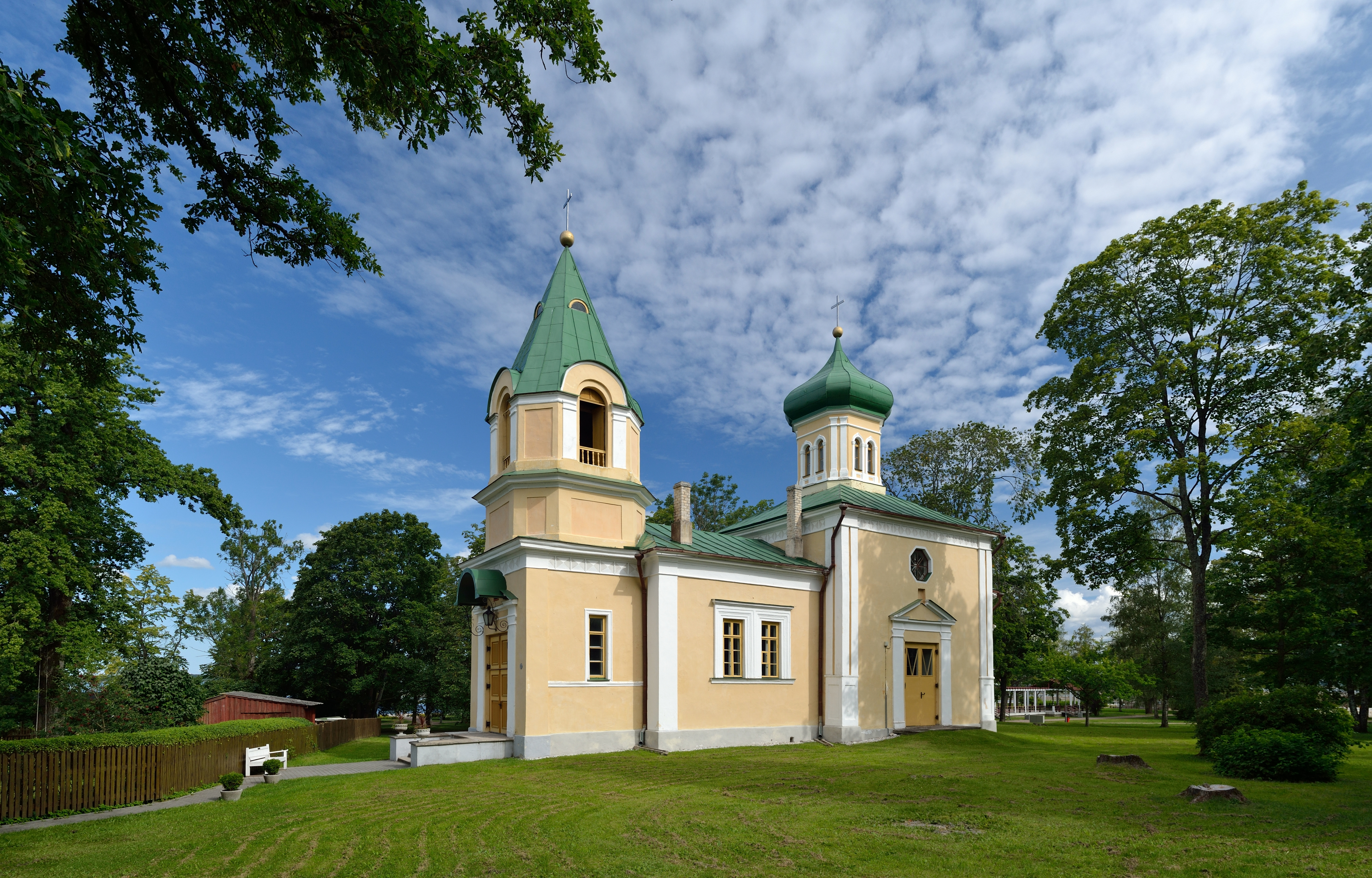
Nhà thờ Chính thống giáo
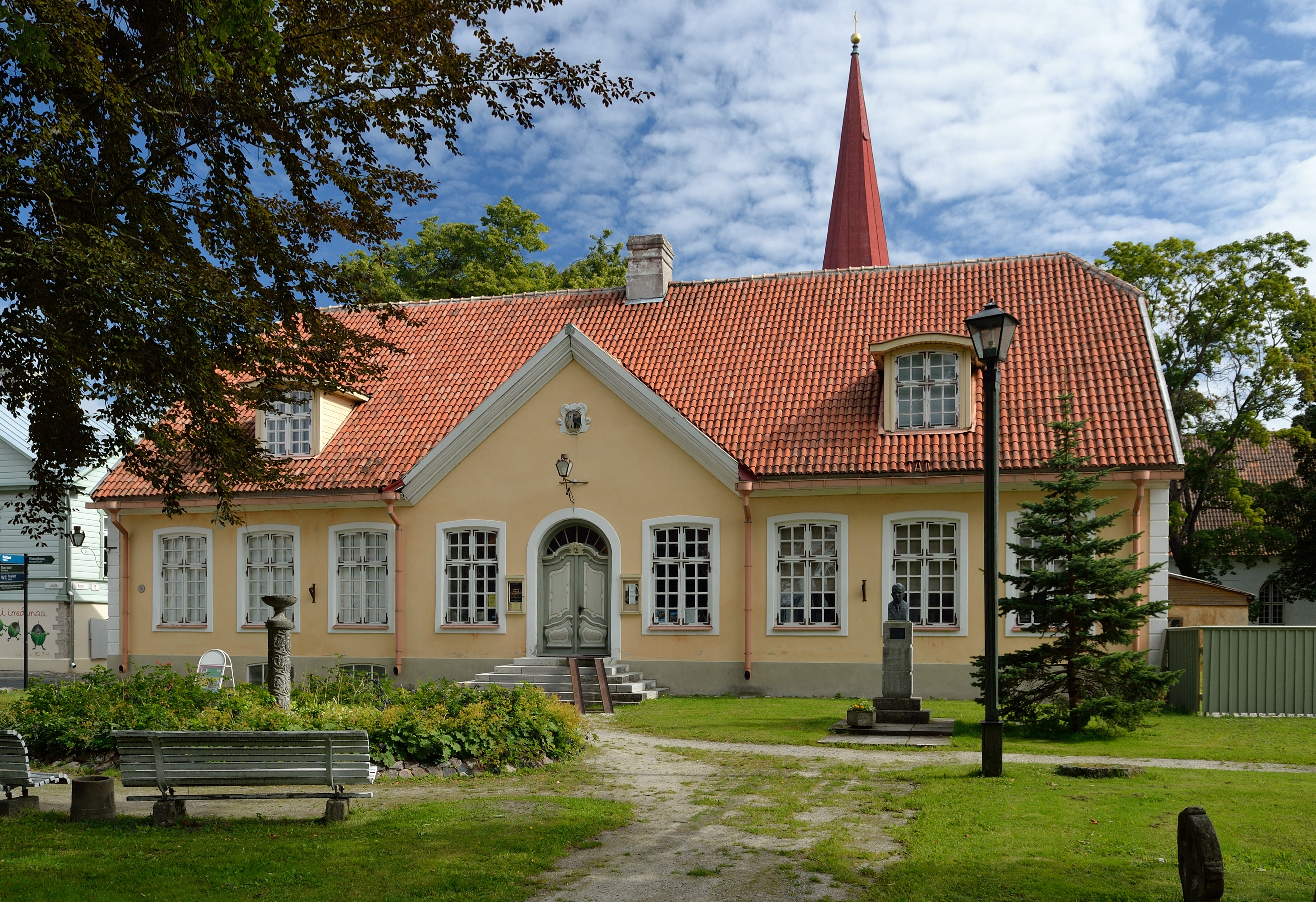
Tòa thị chính
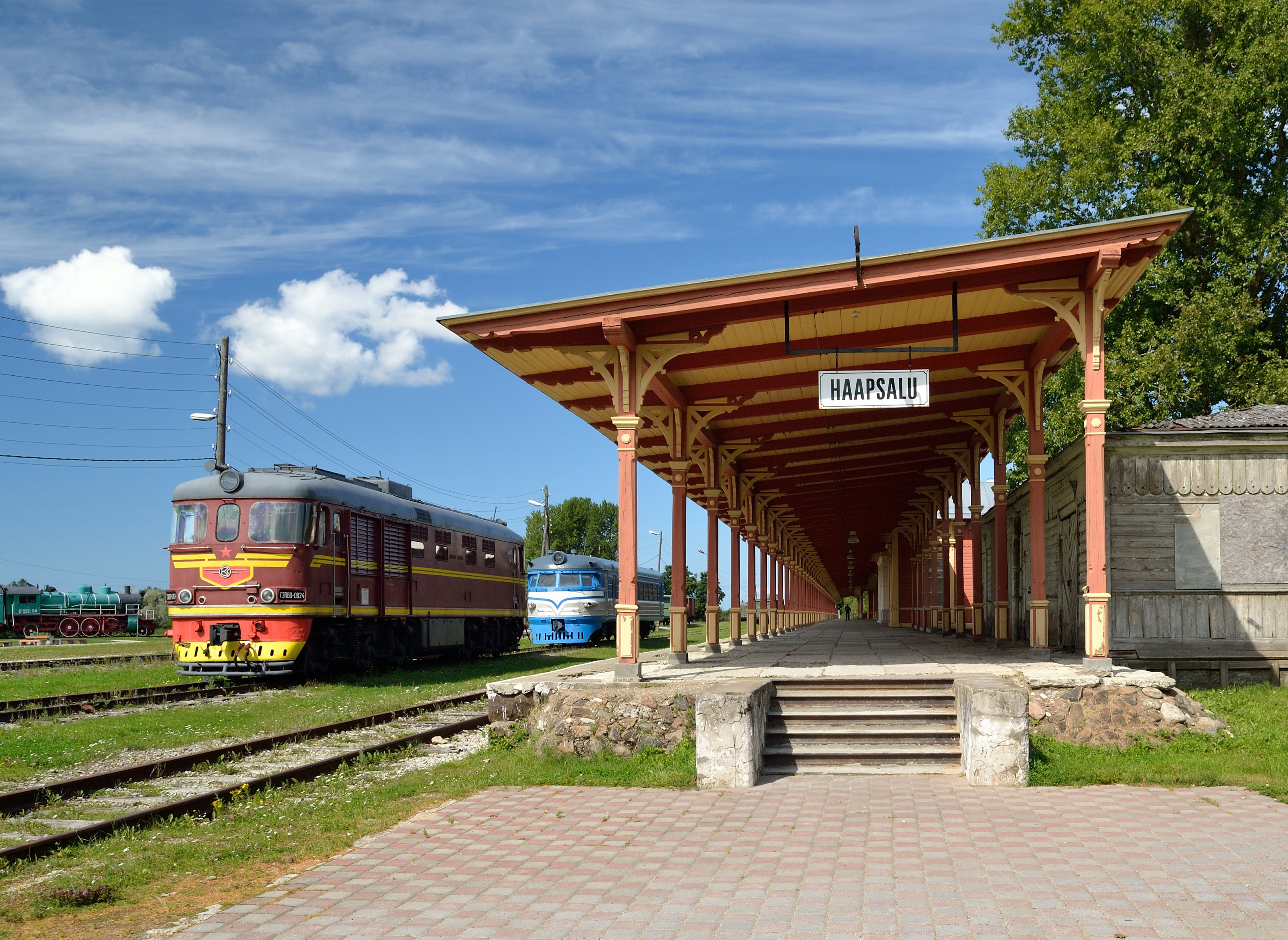
Ga xe lửa
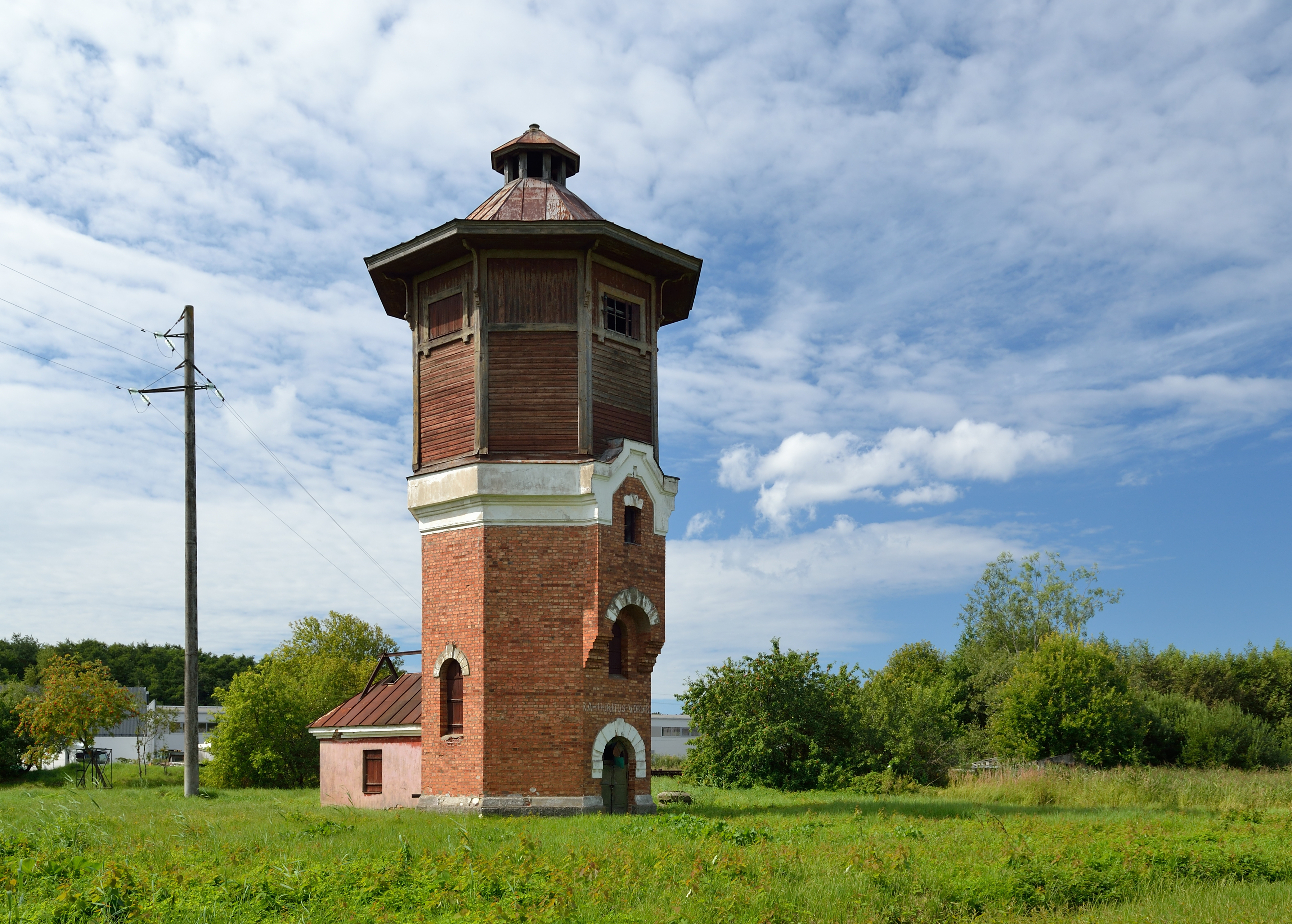
Tháp nước
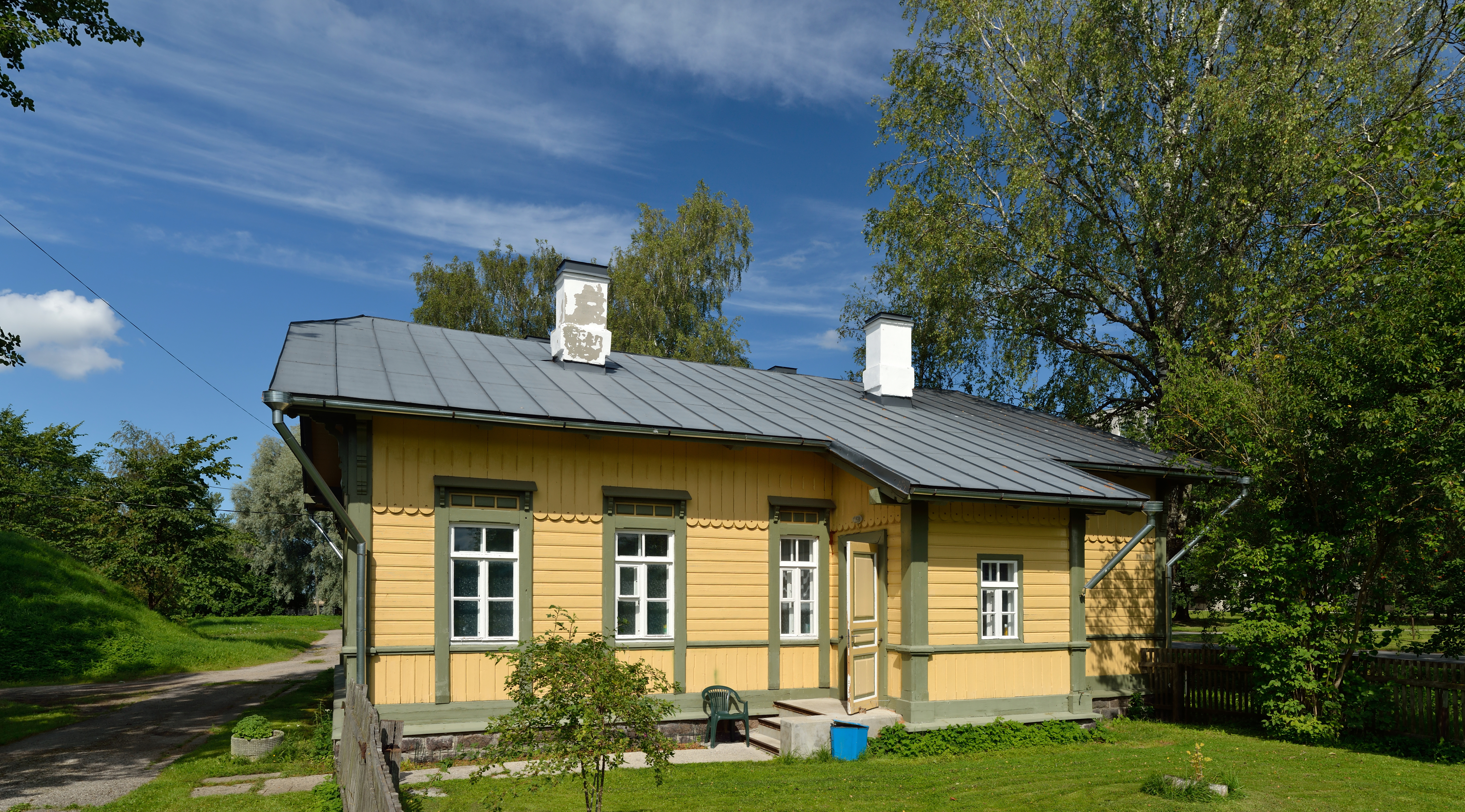
Bệnh xá tại ga xe lửa
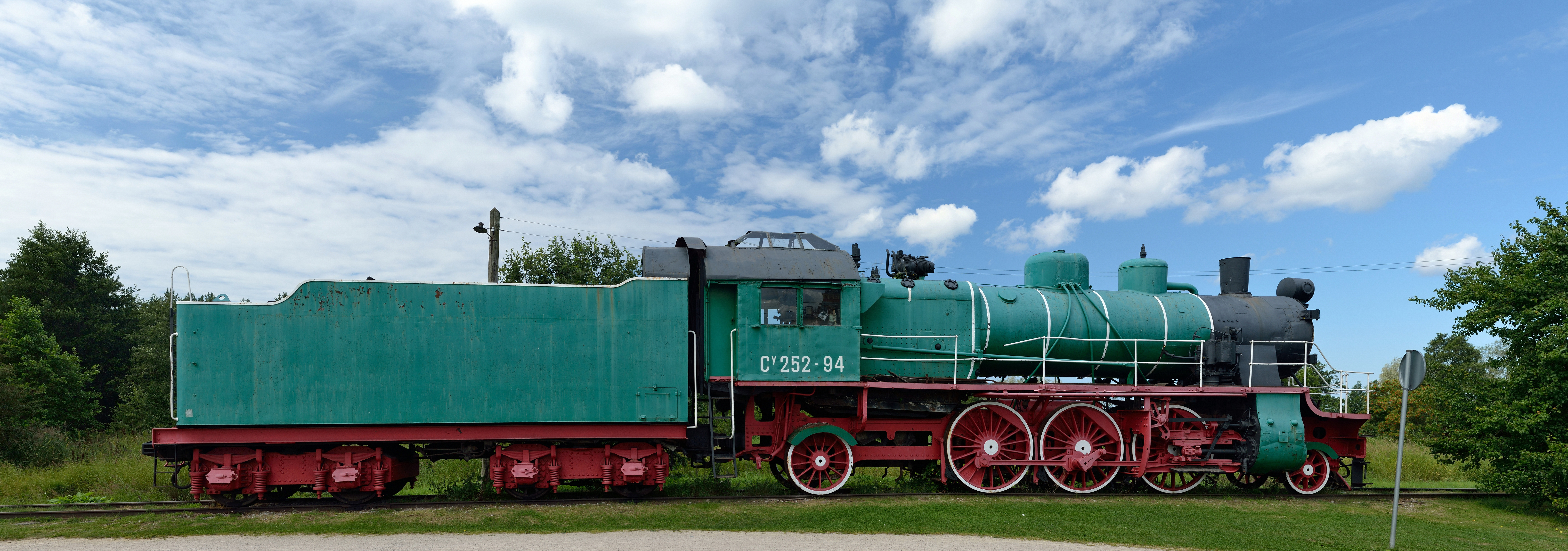
Đầu máy xe lửa hơi nước tại Haapsalu